# Sinfonie F-Dur (Saint-Saëns)

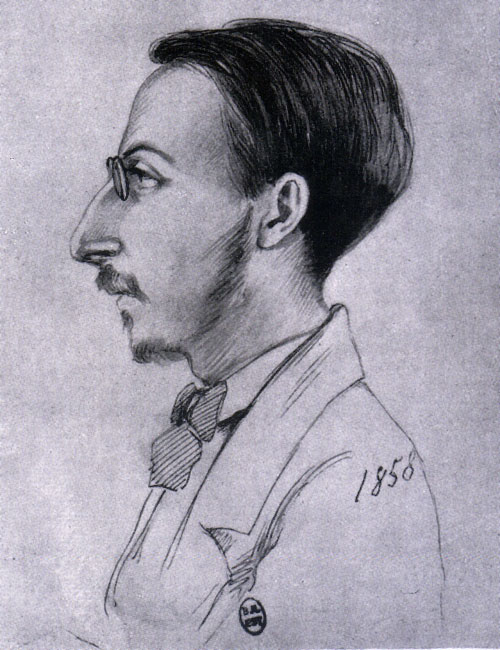
Saint-Saëns im Jahr 1858

Die Sinfonie F-Dur mit dem Beinamen Urbs Roma (Stadt Rom) ist ein Werk für Orchester des französischen Komponisten Camille Saint-Saëns.

## Instrumentierung und Satzbezeichnungen

### Instrumentierung
- 2 Flöten
- 2 Oboen
- 2 Klarinetten
- 2 Fagotte
- 4 Hörner
- 2 Trompeten
- Pauken
- Streicher

### Satzbezeichnungen
- Largo - Allegro
- Molto vivace
- Moderato assai serioso
- Poco allegretto – Andante con moto

## Allgemeines
Saint-Saëns schrieb die Sinfonie im Alter von 21 Jahren, 1856. Er gewann mit ihr den ersten Preis eines Kompositionswettbewerbs der Société Sainte-Cécile in Bordeaux. Den Prix de Rome, für den er die Sinfonie eigentlich geschrieben hatte, erhielt er nicht. Sie ist die dritte seiner fünf Sinfonien.
Ihre Uraufführung fand am 15. Februar 1857 durch die Société des jeunes artistes du Conservatoire unter Jules Pasdeloup statt; die zweite Aufführung wurde am 10. Juni 1857 in Bordeaux von Saint-Saëns selbst dirigiert.
Das Werk „besingt“ angeblich den Ruhm Roms, der sogenannten „ewigen Stadt“, wobei nicht gesichert ist, weswegen die Sinfonie betitelt wurde.
Heute wird das Stück nicht mehr regelmäßig – wie etwa Saint-Saëns’ 3. Sinfonie – aufgeführt.